# Листовёртки

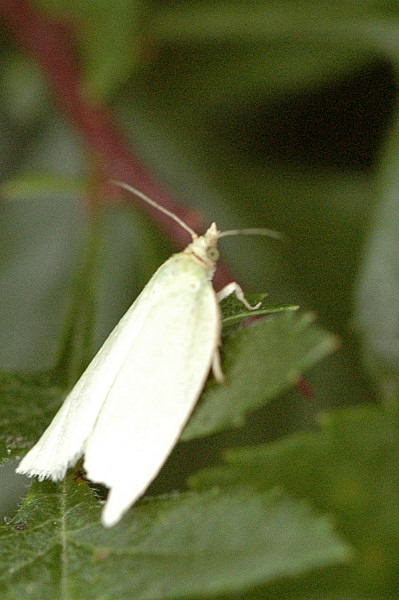
Tortrix viridana

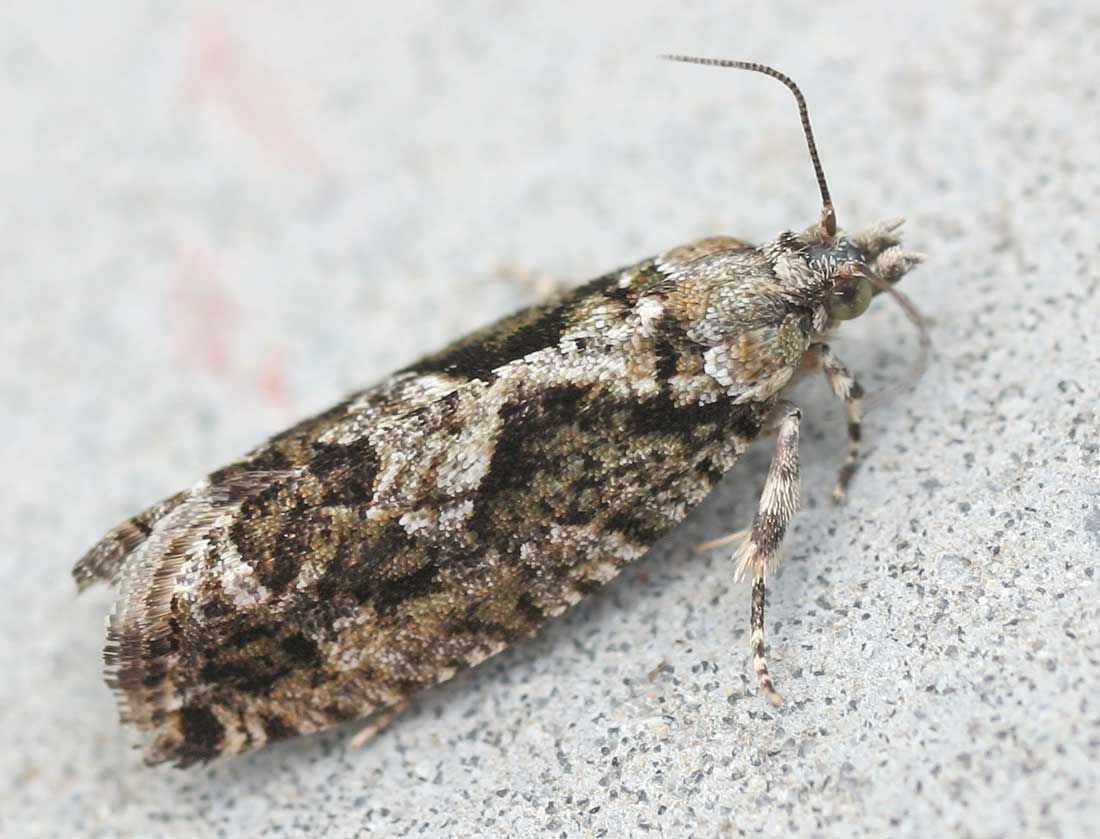
Zeiraphera isertana

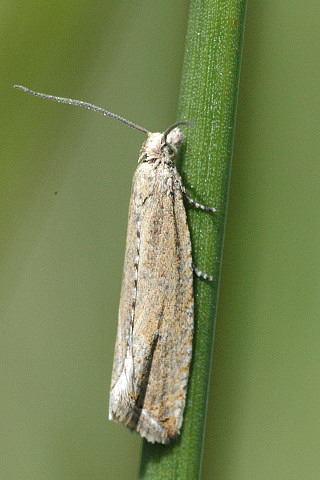
Bactra lancealana

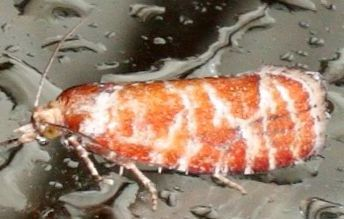
Rhyacionia pinicolana

Листовёртки (Tortricidae или Olethreutidae) — семейство бабочек из группы Microlepidoptera. В мире известно более 10 000 видов; с территории России - более 1100 видов. Древнейшие листовертки известны из балтийского янтаря.

## Описание
Характеризуются листовёртки следующими признаками: усики щетиновидные, у самцов тонкореснитчатые; хоботок короткий, спиральный, иногда недоразвитый (Exapate Hbn.), без щупальцев; челюстные щупальцы 3-членистые, мало выдающиеся, с наиболее длинным средним члеником. Крылья в покое сложены крышеобразно, верхние иногда удлинённо-треугольные; часто крылья расширяются при основании и тогда бывают почти 4-угольными, с 12 жилками, из которых одна внутрикрайняя, к основанию вилообразно раздвояющаяся. Задние крылья широкие, треугольные, с защепкой с 6 или 7 продольными жилками и 3 внутрикрайними, из которых средняя к основанию вилообразно раздвояется. Гусеницы листовёртки 16-ногие, почти голые, с редкими рассеянными волосками, сидящими часто на чёрных возвышенных точках, с бурой или чёрной головкой, затылочным и надхвостовым щитками; желтовато— или розовато-белые или зеленоватые. Кольца брюшка у куколок с поясками из крючков. Гусеницы большинства листовёрток питаются листьями разных растений, причём стягивают паутиною объедаемые листья в трубки или пучки, внутри которых и скрываются (отсюда и название семейства); будучи обеспокоены, они выскакивают наружу и повисают на паутинках в воздухе.

## Жизненный цикл
В биологическом отношении хорошо обособились только два рода: плодожорки (Cydia (=Carpocapsa)), почти все виды которых развиваются в плодах лиственных растений, и побеговьюны (Retinia), гусеницы которых (за исключением двух видов) живут в почках и побегах хвойных деревьев.
Листовёртки прочих родов находят пищу почти во всех частях растения, начиная от цветов и цветочных почек и кончая корнями. Так, гусеницы Epinotia immundana F. живут в серёжках ольхи, E. bilunana Hw. — в серёжках берёзы, Notocelia cynosbatella (=tripunctana Den. et Schiff.) — в бутонах розы, Eucosma conterminana H. S. — в цветах Lactuca, Endothenia gentianeana Hb. — в цветах и семенах Dipsacus, Grapholitha funebrana Fr. — в плодах сливы, Gypsonoma aceriana Dp. — в побегах тополя, Cydia corollana Hb. — в ветвях осины, Epiblema foenella L. — в стеблях и корнях Artemisia; под корой деревьев: Enarmonia formosana (=woeberiana Den. et Schiff.) — на фруктовых, Pammene argyrana Нb. — на дубах, Pammene regiana Zell. — на клёнах; наконец, Pammene inquilina Fletch. (=fimbriana Hw.) — в галлах орехотворок на дубе. Из числа вредных в хозяйстве наиболее известны те, которые нападают на древесные породы и причиняют опустошения, являясь иногда в несметных количествах в садах и лесах. В полеводстве же немногие виды известны как вредные: Cochylis epilinana Zll., гусеница которой живёт в головках льна, и три вида Grapholitha: nebritana Fr., tenebrosana Dp. и lunulata Den. et Schiff. (=dorsana auct., nec F.), живущие в плодах гороха. В садоводстве наиболее вредны те виды, которые нападают на виноград; из них на первом месте стоит двулетная листовёртка (Eupoecilia ambiquella Hbn.). Маленькая, около 8 мм длины, бабочка; передние крылья соломенно-жёлтые, блестящие, на середине с широкою поперечной тёмно-бурой полоской и у краёв с блестящими беловатыми пятнами. Летает в мае, по вечерам; кладёт на молодые побеги виноградных лоз до 150 яичек (белые, снизу плоские). Гусеничка мясо-красного цвета, до 1 см длины, питается почками, цветами и молодыми ягодами, оплетая и стягивая их в пучки паутиной, втачивается также в стебель побега или кисти, и тогда последние отсыхают. В конце июня окукливается в коконе в свёрнутом листике, или между плодоножками, или под корой и в щелях виноградных тычин. Недели через две вылетают новые бабочки и кладут яйца на ягоды винограда или их ножки. Вновь вышедшие гусеницы живут внутри ягод, переходя из одной в другую и выкидывая из них помёт наружу. Для окукливания спускается на землю; куколка зимует в коконе, прикрытом тонким слоем земли.
Подобным же образом живёт и вредит Lobesia botrana Den. et Schiff. с оливково-бурыми крыльями и желтовато-белой широкой поперечной полоской. Гусеница грязновато-зелёная.
Sparganothis pilleriana Den. et Schiff. (=vittana Fbr.), около 1 см длины; передние крылья жёлтые, иногда зеленоватые с металлическим отблеском, с двумя ржавыми поперечными косыми полосками. Гусеница до 2 см длины, грязновато-зелёная, с бурым оттенком и тремя продольными полосками. Лёт в августе; яйца откладываются кучками на верхнюю сторону листьев винограда; гусеницы вылупляются в сентябре и, не кормясь, уходят на зимовку под кору лозы или в щели тычин, где каждая прячется в особом кокончике; весною сначала питаются травами, напр. чертополохом, Stachys germanica, Myrica gale и др., затем нападают на почки, распускающиеся листики и цветы винограда, оплетают их паутиной и объедают; здесь же и окукливаются в конце июня. Она причинила знаменитые опустошения виноградников Шампани в 1960-х годах; древним грекам была известна под именем греч. καμπη, римлянам — convolvulus и involvulus.
Прочим фруктовым деревьям приносят иногда ощутительные повреждения несколько видов Acleris, каковы, например, A. holmiana L. и A. variegana Den. et Schiff, особенно первая, объедающая в Крыму часто все листья на сливах. Также вредна Hedya pruniana Hb., зеленовато-жёлтые гусеницы которой въедаются ранней весною в почки слив, вишни и тёрна, обгрызают концы побегов и свивают паутиной распускающиеся, объедаемые ими молодые листики, среди которых и окукливаются в конце апреля. В мае вылетают бабочки, до 1 см длины, интересные между прочим тем, что в покойном состоянии, со сложенными крыльями, напоминают окраской комочки сухих испражнений мелких птиц; основная половина переднего крыла синевато-чёрная с бурыми пятнышками, наружная желтовато-белая с сероватыми пятнышками, вершина чисто чёрная. Яйца кладут по одному, около почек. Notocelia cynosbatella L. и Spilonota ocellana Den. et Schiff. выедают цветочные почки различных фруктовых деревьев. Acleris forsskaleana L. (=forskaleana) нападает на листья розы.

## Классификация
Семейство листовёрток включает более 1000 родов и 10 000 видов.
- Tortricinae Latreille, 1803
  - Phricanthini Diakonoff, 1981 (Phricanthini)
  - Tortricini Latreille, 1803
  - Schoenotenini Diakonoff, 1952 (Schoenotenidae)
  - Cochylini Guene, 1845
  - Cnephasiini Stainton, [1858] (Cnephasidae)
  - Archipini Pierce & Metcalfe, 1922
  - Epitymbiini Common, 1958
  - Sparganothini Druce, 1912
  - Atteriini Busck, 1932
  - Euliini Kuznetsov & Stekolnikov, 1977
  - Ceracini Cotes and Swinhoe, 1889
- Chlidanotinae Meyrick, 1906 (Chlidanotidae)
  - Polyorthini Obraztsov, 1966
  - Chlidanotini Meyrick, 1906 (Chlidanotidae)
  - Hilarographini Diakonoff, 1977
- Olethreutinae Walsingham, 1895
  - Microcorsini Kuznetsov, 1970
  - Gatesclarkeanini Diakonoff, 1973
  - Endotheniini Diakonoff, 1973
  - Bactrini Falkovitsh, 1962
  - Olethreutini Walsingham, 1895
  - Enarmoniini Diakonoff, 1953
  - Eucosmini Meyrick, 1909 (Eucosmidae)
  - Grapholitini Guene, 1845

Яблонная плодожорка Cydia pomonella (Linnaeus, 1758)